# Liste der Kardinalskreierungen Urbans III.
Papst Urban III. hat im Verlauf seines Pontifikates (1185–1187) keinen neuen  Kardinal kreiert. In älterer Literatur sind jedoch irrtümlich die folgenden Personen als von Urban III. kreierte Kardinäle erwähnt:
- Henri de Sully, O.Cist., Erzbischof von Bourges: Er wurde von Urban III. zum päpstlichen Legat ernannt, aber nicht zum Kardinal;[3] die Nachrichten über sein Kardinalat beruhen wahrscheinlich auf einer Verwechslung mit Henry de Marsiac, der Kardinalbischof von Albano von 1179 bis 1189 und Legat in Deutschland und Frankreich war.[4]
- Bobo Orsini, späterer Kardinalbischof von Porto-Santa Rufina: Dieser Kardinal wurde noch von Lucius III. kreiert als Kardinaldiakon von S. Angelo; später ernannte ihn Papst Clemens III. zum Kardinalpriester von S. Anastasia (1188) und zum Kardinalbischof von Porto e S. Rufina (1189). Unter Urban III. fand dagegen keine Promotion statt.[5]
- Ugo Geremei, Kardinaldiakon von S. Teodoro: Kein Kardinal mit diesem Namen und mit diesen Titeln ist unter Urban III., Gregor VIII. oder Clemens III. belegt.[6] Er lebte tatsächlich unter Honorius II.[7]
- Gandolfo, O.S.B., Abt des Klosters San Sisto: Er soll zum Kardinaldiakon von SS. Cosma e Damiano promoviert worden sein. Das ist jedoch nicht möglich, weil diese Diakonie von 1178 bis 1205 mit Graziano besetzt war.[8]
- Bosone (Bobo), Kardinaldiakon von S. Giorgio: Dieser Kardinal wurde erst von Clemens III. kreiert.[9]